# Prezidentské volby na Tchaj-wanu 2024
Prezidentské volby v Čínské republice (dále uváděno jako Tchaj-wan) se konaly v sobotu 13. ledna společně s parlamentními volbami. Úřadující prezidentka Cchaj Jing-wen nemohla kandidovat, kvůli dokončení dvou volebních období.
Mezi kandidáty patřily Laj Čching-te (DPP), Chou Jou-i (KMT) a Kche Wen-če (TPP).
Zvolen byl Laj Čching-te, který byl inaugurován 20. května 2024.

## Časová osa důležitých událostí
| Datum                       | Událost |
| --------------------------- | --- |
| 15. března 2023             | Demokratická pokroková strana (DPP) oficiálně nominovala viceprezidenta Laj Čching-tea na prezidenta.                                                                    |
| 8. května 2023              | Tchajwanská lidová strana (TPP) oficiálně nominovala bývalého starostu Tchaj-peje Kche Wen-čee na prezidenta.                                                            |
| 17. května 2023             | Kuomintang (KMT) oficiálně nominovala starostu Nové Tchaj-peje Chou Jou-ia na prezidenta.                                                                                |
| 28. srpna 2023              | Podnikatel Kuo Tchaj-ming oznámil kandidaturu na prezidenta jako nezávislý.                                                                                              |
| 12. září – 4. prosince 2023 | Přijímání přihlášek do voleb a registrací voličů, kteří se vracejí do země, aby využili svého volebního práva.                                                           |
| 14. září 2023               | Kuo vybral herečku Laj Pchej-siu jako svoji spolukandidátku. |
| 13. listopadu 2023          | Volební komise schválila kanidaturu Kua. |
| 18. listopadu 2023          | KMT a TPP se nepodařilo vytvořit jednotnou kandidátku ve stanoveném termínu.                                                                                             |
| 20. listopadu 2023          | Volební komise schválila lístek DPP pro prezidentské volby. |
| 24. listopadu 2023          | Kuo odstoupil z voleb. |
| 24. listopadu 2023          | Konec lhůty pro registraci prezidentských kandidátů. KMT a TPP podávají samostatné kandidátní listiny.                                                                   |
| 20, 26 a 28. prosince 2023  | 3 zasedání politického prezentačního fóra pro prezidentské kandidáty pořádaný Ústřední volební komisí.                                                                   |
| 22. prosince 2023           | Zasedání politického prezentačního fóra pro viceprezidentské kandidáty pořádaný Ústřední volební komisí.                                                                 |
| 30. prosince 2023           | Prezidentská debata s účastí všech 3 kandidátů společně organizovaná 11 tchajwanskými mediálními společnostmi a pořádaná ve studiu Veřejnoprávní televizní služby (PTS). |
| 1. ledna 2024               | Viceprezidentská debata s účastí všech 3 spolukandidátů společně organizovaná 11 tchajwanskými mediálními společnostmi a pořádaná ve studiu PTS.                         |
| 13. ledna 2024              | Volby proběhly od 8 do 16 hodin. (v UTC+1 od 1 do 9 hodin) |
| 20. května 2024             | Nově zvolený prezident byl inaugurován. |

## Nominace

### Demokratická pokroková strana
Úřadující prezidentka Cchaj Jing-wen, která byla nominantka Demokratické pokrokové strany, ve volbách v roce 2024 nemohla kandidovat, protože dokončila své dvě volební období. Cchaj zároveň v roce 2022 rezignovala na místo předsedy DPP, kvůli neúspěchu v komunálních volbách daný rok. Po rezignaci Cchaj její viceprezident a spolukandidát v roce 2020 Laj Čching-te (rovněž znám jako William Laj) byl jednoznačně zvolen jako předseda DPP. Laj byl předtím i protikandidátem Cchaj v primárkách DPP k volbám v roce 2020. Do primárek k volbám v roce 2024 se jako jediný zaregistroval Laj, takže se stal kandidátem DPP.
V listopadu 2023 bylo oznámeno, že Laj zvažuje jako svoji spolukandidátku reprezentantku Tchaj-wanu v USA Siao Mej-čchin. Siao rezignovala funkce reprezentantky 19. listopadu a vrátila se na Tchaj-wan. Ten samý den ji Laj jmenoval za spolukandidátku. Označil ji jako „bojovničku za demokracii“, s kterou sdílí podobnou vizi pro Tchaj-wan. Jejich kandidátka byla u Ústřední volební komise zaregistrovaná 20. listopadu.

#### Nominace
| Lístek Demokratické pokrokové strany     | Lístek Demokratické pokrokové strany |
| Laj Čching-te                            | Siao Mej-čchin                       |
| ---------------------------------------- | ------------------------------------ |
| na prezidenta                            | na viceprezidentku                   |
|                                          |                                      |
| Viceprezident Čínské republiky (od 2020) | Reprezentantka v USA                 |

### Kuomintang
Chou Jou-i, starosta Nové Tchaj-peje od roku 2018, byl 17. května 2023 navržen Kuomintangem jako kandidát na prezidenta. 24. listopadu 2023 jmenovala KMT bývalého poslance Čao Šao-kchanga jako spolukandidáta Choua.

#### Nominace
| Lístek Kuomintangu                 | Lístek Kuomintangu                                   |
| Chou Jou-i                         | Čao Šao-kchang                                       |
| ---------------------------------- | ---------------------------------------------------- |
| na prezidenta                      | na viceprezidenta                                    |
|                                    |                                                      |
| Starosta Nové Tchaj-peje (od 2020) | Poslanec Legislativního dvoru (1987–1991, 1993–1994) |

### Tchajwanská lidová strana
Kche Wen-če byl nominován Tchajwanskou lidovou stranou, protože byl jediný registrovaný kandidát v prezidentských primárkách strany. Jako svoji spolukandidátku si 24. listopadu 2023 vybral poslankyni Wu Sin-jing.

#### Nominace
| Lístek Tchajwanské lidové strany | Lístek Tchajwanské lidové strany          |
| Kche Wen-če                      | Wu Sin-jing                               |
| -------------------------------- | ----------------------------------------- |
| na prezidenta                    | na viceprezidentku                        |
|                                  |                                           |
| Starosta Tchaj-peje (2014–2022)  | Poslankyně Legislativního dvoru (od 2022) |

### Ostatní strany a nestranicí
Nezávislí kandidáti nebo kandidáti malých stran potřebují na registrovaní u CEC minimálně 290 000 podpisů.

#### Odvolaní kandidáti

##### Kuo Tchaj-ming
Podnikatel a miliardář Kuo Tchaj-ming, který v roce 1974 založil globální technologickou výrobní společnost Foxconn, oznámil prezidentskou kandidaturu jako nezávislý kandidát 28. srpna 2023. A to i přesto, že dříve prohlásil, že podpoří kandidáta Kuomintangu Chou Jou-ia. KMT popsala Kuovo oznámení jako „hluboce politováníhodné“. Laj Čching-te přivítal Kua a prohlásil, že by rád přijal výzvu. Kuo byl prvním mainstreamovým kandidátem, který představil svého spolukandidáta (14. září), konkrétně herečku Laj Pchej-sia, která například hrála fiktivní prezidentskou kandidátku v seriálu Kdo dělá vlny od Netflixu. Kuovo kampaň provázela obvinění, že kupuje podpisy. Do listopadu 2023 bylo zahájeno nejméně 20 vyšetřování podvodných praktik a padělání podpisů. Několik týdnů předtím bylo zatčeno 7 osob, kvůli „systému kupování podpisů“. Kuo obvinění popřel a uvedl že dané osoby jednaly z vlastní vůle a nebyly součástí jeho oficiální kampaně. Kuo předložil své podpisy 1. listopadu 2023. 13. listopadu bylo přes 900 000 předložených podpisů schváleno volební komisí a byla potvrzena jeho účast v prezidentských volbách. Uprostřed lhůty pro registraci u Ústřední volební komise vydal 24. listopadu Kou prohlášení, v němž se vzdává kandidatury. V prohlášení Kou uvedl: „Vzdávám se kandidatury, ale mé aspirace žijí dál.“ Nepodpořil žádného kandidáta.
| Lístek nezávislých politiků           | Lístek nezávislých politiků     |
| Kuo Tchaj-ming                        | Laj Pchej-sia                   |
| ------------------------------------- | ------------------------------- |
| na prezidenta                         | na viceprezidentku              |
|                                       |                                 |
| Zakladatel a CEO Foxconnu (1974–2019) | herečka, zpěvačka, spisovatelka |

##### Ostatní
- Wang Ťien-süan (nestraník) – prezident Kontrolního Jüanu (2008–2014)[35]
- Su Chuan-č' (Strana obnovy Tchaj-wanu) – magistrát okresu Tchaj-nan

#### Diskvalifikovaní
Devět z deseti prezidentských kandidátních listin třetích stran nebo nezávislých kandidátů nesplnilo požadavky na podpisové petice stanovené Ústřední volební komisí a byly z voleb vyřazeni. Kromě Kua se o předložení podpisů pokusily pouze čtyři prezidentští kandidáti s jejich spolukandidáty.
- Čchen Mej-fej a Wu Čchao-šeng – 256 773 předložených podpisů, 2 platné podpory
- Čeng C'-cchaj a Chuang Šeng-feng (Svrchovaný stát Formosa a strana Pescadores) – 608 předložených podpisů, 478 platných podpor
- Lan Sin-čchi a Čou Kche-čchi – 146 předložených podpisů, 58 platných podpor
- Fu Jin a Sie Cu-süan – 113 předložených podpisů, 91 platných podpor

## Volební kampaně

### Kampaň DPP
Po celou dobu volební kampaně, většina volebních průzkumů ukazovala Laj Čching-ta jako vítěze (~32 %). Lajův náskok se v září 2023 zvýšil, když Kuo Tchaj-ming oznámil svou nezávislou kandidaturu na prezidenta. V srpnu 2023 uprostřed kampaně navštívil Laj Paraguay jako oficiální návštěvu ve funkci viceprezidenta se dvěma zastávkami ve Spojených státech amerických. Laj trval na tom, že na cestách nedělal kampaň. Lajova kampaň používala jako maskoty kampaně jeho zesnulého domácího psa a kočky Siao, přičemž kočky údajně odkazovaly na Siainu diplomacii „kočičího bojovníka“.

### Debaty
| Prezidentské debaty                    | Prezidentské debaty | Prezidentské debaty | Prezidentské debaty | Prezidentské debaty |   |   |
| Datum                                  | Hostitel            | Laj Čching-te DPP   | Chou Jou-i KMT      | Kche Wen-če TPP     |   |   |
| -------------------------------------- | ------------------- | ------------------- | ------------------- | ------------------- | - | - |
| Datum                                  | Hostitel            | 30. 12. 2023        | PTS                 | Ú                   | Ú | Ú |
| - Ú – účast - A – absence - P – pozván |                     |                     |                     |                     |   |   |

| Viceprezidentské debaty                | Viceprezidentské debaty | Viceprezidentské debaty | Viceprezidentské debaty | Viceprezidentské debaty |   |   |
| Datum                                  | Hostitel                | Siao Mej-čchin DPP      | Čao Šao-kchang KMT      | Wu Sin-jing TPP         |   |   |
| -------------------------------------- | ----------------------- | ----------------------- | ----------------------- | ----------------------- | - | - |
| Datum                                  | Hostitel                | 1. 1. 2024              | PTS                     | Ú                       | Ú | Ú |
| - Ú – účast - A – absence - P – pozván |                         |                         |                         |                         |   |   |

## Předvolební průzkumy

Grafické znázornění předvolebních průzkumů

| Agentura     | Datum sbírání           | Respondenti | Laj-Siao DPP  | Chou-Čao KMT  | Kche-Wu TPP   | Ostatní Nerozhodnuto        |                             |                             |                             |
| Agentura     | Datum sbírání           | Respondenti | 3. ledna 2024 | 3. ledna 2024 | 3. ledna 2024 | Začátek volebního moratoria | Začátek volebního moratoria | Začátek volebního moratoria | Začátek volebního moratoria |
| ------------ | ----------------------- | ----------- | ------------- | ------------- | ------------- | --------------------------- | --------------------------- | --------------------------- | --------------------------- |
| ETtoday      | 31. 12. 2023–1. 1. 2024 | 1 557       | 38,9          | 35,8          | 22,4          | 2,8                         |                             |                             |                             |
| Mirror Media | 30.–31. 12. 2023        | 1 099       | 35,6          | 24,1          | 24,2          | 16,2                        |                             |                             |                             |
| ETtoday      | 30.–31. 12. 2023        | 1 295       | 35,4          | 33,4          | 22,1          | 3,1                         |                             |                             |                             |
| TVBS         | 30. 12. 2023            | 1 407       | 33            | 30            | 24            | 13                          |                             |                             |                             |
| udn          | 26.–30. 12. 2023        | 1 215       | 32            | 27            | 21            | 20                          |                             |                             |                             |
| FTNN         | 26.–29. 12. 2023        | 1 200       | 35,8          | 27,3          | 22,1          | 14,8                        |                             |                             |                             |
| QuickseeK    | 26.–29. 12. 2023        | 1 285       | 33,7          | 23,7          | 27,7          | 14,8                        |                             |                             |                             |
| RW News      | 25.–29. 12. 2023        | 12 409      | 36,89         | 32,83         | 28,64         | 1,63                        |                             |                             |                             |
| ETtoday      | 27.–28. 12. 2023        | 1 740       | 36,6          | 33,8          | 22,2          | 7,4                         |                             |                             |                             |
| TVBS         | 22.–28. 12. 2023        | 1 074       | 37            | 33            | 22            | 9                           |                             |                             |                             |
| SETN         | 26.–27. 12. 2023        | 1 095       | 30,9          | 27,9          | 23,8          | 17,5                        |                             |                             |                             |
| ETtoday      | 25.–26. 12. 2023        | 1 618       | 38,1          | 34,8          | 19,2          | 7,8                         |                             |                             |                             |
| Mirror Media | 24.–25. 12. 2023        | 1 081       | 33,3          | 26,5          | 23,2          | 17,0                        |                             |                             |                             |
| CMMedia      | 23.–25. 12. 2023        | 1 066       | 29,5          | 22,7          | 27,8          | 20,1                        |                             |                             |                             |
| TPOF         | 22.–24. 12. 2023        | 1 076       | 32,4          | 28,2          | 24,6          | 14,8                        |                             |                             |                             |
| Formosa      | 20.–21. 12. 2023        | 1 070       | 38,2          | 33,9          | 16,1          | 11,7                        |                             |                             |                             |
| ETtoday      | 20.–21. 12. 2023        | 1 217       | 36,2          | 34,8          | 20,7          | 8,2                         |                             |                             |                             |
| TVBS         | 15.–21. 12. 2023        | 1 840       | 33            | 32            | 24            | 11                          |                             |                             |                             |
| QuickseeK    | 17.–20. 12. 2023        | 1 288       | 32,5          | 27,2          | 26,7          | 13,6                        |                             |                             |                             |
| udn          | 13.–17. 12. 2023        | 1 250       | 31            | 31            | 21            | 17                          |                             |                             |                             |
| Z.Media      | 15.–16. 12. 2023        | 1 213       | 31,4          | 29,6          | 20,5          | 18,5                        |                             |                             |                             |
| ETtoday      | 14.–15. 12. 2023        | 1 300       | 38,5          | 35,1          | 19,6          | 6,8                         |                             |                             |                             |
| SETN         | 11.–12. 12. 2023        | 1 000       | 34,7          | 28,8          | 21,2          | 15,3                        |                             |                             |                             |
| TVBS         | 5.–12. 12. 2023         | 1 632       | 36            | 32            | 22            | 9                           |                             |                             |                             |
| Mirror Media | 10.–11. 12. 2023        | 1 075       | 33,5          | 25,2          | 23,7          | 17,5                        |                             |                             |                             |
| Formosa      | 27.–28. 11. 2023        | 1 076       | 36,6          | 30,5          | 17,7          | 15,3                        |                             |                             |                             |
| RW News      | 24.–28. 11. 2023        | 12 041      | 41,12         | 31,05         | 25,31         | 2,5                         |                             |                             |                             |
| TVBS         | 24.–26. 11. 2023        | 1 744       | 34            | 31            | 23            | 12                          |                             |                             |                             |
| udn          | 24.–26. 11. 2023        | 1 238       | 31            | 29            | 21            | 20                          |                             |                             |                             |
| ETtoday      | 24. 11. 2023            | 1 348       | 34,8          | 32,5          | 21,2          | 11,6                        |                             |                             |                             |

## Výsledky
| Kandidát                  | Kandidát                  | Spolukandidát             | Strana                    | Počet hlasů | %     |
| ------------------------- | ------------------------- | ------------------------- | ------------------------- | ----------- | ----- |
|                           | Laj Čching-te             | Siao Mej-čchin            | DPP                       | 5 586 019   | 40,05 |
|                           | Chou Jou-i                | Čao Šao-kchang            | KMT                       | 4 671 021   | 33,49 |
|                           | Kche Wen-če               | Wu Sin-jing               | TPP                       | 3 690 466   | 26,46 |
| Celkem                    | Celkem                    | Celkem                    | Celkem                    | 13 947 506  | 100   |
|                           |                           |                           |                           |             |       |
| Platné hlasy              | Platné hlasy              | Platné hlasy              | Platné hlasy              | 13 947 506  | 99,28 |
| Neplatné hlasy            | Neplatné hlasy            | Neplatné hlasy            | Neplatné hlasy            | 100 804     | 0,72  |
| Celkem hlasů              | Celkem hlasů              | Celkem hlasů              | Celkem hlasů              | 14 048 310  | 100   |
| Registrovaní voliči/Účast | Registrovaní voliči/Účast | Registrovaní voliči/Účast | Registrovaní voliči/Účast | 19 548 531  | 71,86 |
| Zdroj:                    |                           |                           |                           |             |       |